# Konrad Geibel

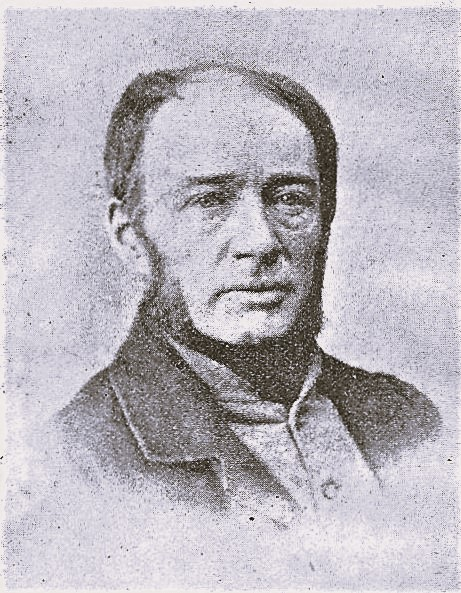
Konrad Geibel

Konrad Geibel, auch Conrad Geibel, (* 26. Oktober 1817 in Lübeck; † 24. April 1872 ebenda) war ein deutscher Organist und Komponist.

## Leben
Konrad Geibel war das jüngste von acht Kindern des Pastors der reformierten Gemeinde in Lübeck Johannes Geibel und seiner Frau, der Kaufmannstochter Elisabeth Louise, geb. Ganslandt (1778–1841), einer Schwester von Röttger Ganslandt. Emanuel Geibel war sein älterer Bruder.
Konrad Geibel galt als ein tüchtiger Künstler und höchst origineller Mensch. „Konrad besaß, wie Emanuel, ein tiefes Gemüth, vermochte aber nicht, seine Empfindungen und Gefühle auf eine einfache Art zu äußern, sondern machte sich gewöhnlich in einer sehr barocken Weise und einer anscheinend nicht natürlichen Fröhlichkeit Luft.“
Zwei Jahre studierte er am Leipziger Konservatorium, der heutigen Hochschule für Musik und Theater „Felix Mendelssohn Bartholdy“ Leipzig. 1846 fand er eine Anstellung als Organist der Reformierten Kirche und gab daneben Musikunterricht. Er begleitete oft seinen Bruder als Pianist bei Soireen im Haus von Konsul Christian Adolf Nölting. 
Einige Wesenszüge Konrad Geibels gelten als Vorbild der Darstellung von Edmund Pfühl, dem Organisten der Marienkirche in Thomas Manns Buddenbrooks.

## Werke
- Es rauscht das rothe Laub zu meinen Füssen. Preislied von Emanuel Geibel für eine Alt- oder Bariton-Stimme componirt. Kaibel, Lübeck.

Digitalisat, Stadtbibliothek Lübeck
- Psalm 98, in Chorstimmen gedruckt
- Streichquartett, Op. 2.
- Sechs Lieder von Emanuel Geibel für eine mittlere Singstimme mit Begleitung des Pianoforte in Musik gesetzt. Jowien, Hamburg.

Digitalisat, Stadtbibliothek Lübeck
- Ouvertüre für Orchester.
- Ouvertüre: Jungfrau von Orleans.
- Acht Stücke im gebundenen Stil: für Orgel, Harmonium oder Pianoforte.

Digitalisat, Stadtbibliothek Lübeck